# 王遵業
王 遵業（おう じゅんぎょう、生年不詳 - 528年）は、北魏の官僚・歴史家。本貫は太原郡晋陽県。

## 経歴
王瓊の長男として生まれた。著作佐郎に任じられ、崔鴻とともに起居注を編纂した。右軍将軍に転じ、散騎常侍を兼ね、柔然の使者を接待した。平城を訪れて、遺文を採集し、起居注の欠けたところを補った。崔光や安豊王元延明らとともに服章の制定に参与した。崔光が孝明帝に『孝経』を講義すると、遵業は講義を手伝い、弟の王延業が内容を記録した。また孝明帝の命令により「釈奠侍宴詩」を作った。当時の人に「英々済々たり、王家の兄弟」と評された。司徒左長史・黄門郎・監典儀注に転じた。遵業は中書令の袁翻や尚書の王誦（王粛の兄の王融の子）とともに黄門郎を兼ね、三哲と号された。当時の北魏の国政は門下を中心におこなわれ、侍中と黄門は小宰相と呼ばれており、遵業もこの例にならった。胡太后が臨朝称制すると、遵業は天下の乱を予感して難を避けるため、徐州刺史の任を求めたが、太后にしりぞけられた。528年（建義元年）、爾朱栄が洛陽に入ると、遵業は兄弟とともに孝荘帝を迎えようとして、河陰の変で殺害された。并州刺史の位を追贈された。著に『三晋記』10巻があった。
子に王松年があった。

## 伝記資料
- 『魏書』巻38 列伝第26
- 『北史』巻35 列伝第23